# 1067

## Evenimente
- 2 februarie: Împăratul Henric al IV-lea își adună trupele la Augsburg, pentru a invada Italia și a veni în sprijinul papei Alexandru al II-lea, împotriva normanzilor care amenințau Roma; defecțiunea lui Gottfried de Lotharingia va face ca proiectul să eșueze.
- 25 februarie: Aflat în conflict cu fratele său Geoffroi al III-lea de Anjou, Foulque Rechin ocupă Saumur.
- 3 martie: Vseslav, cneazul de Polotsk, care invadase Novgorodul, este înfrânt pe râul Nemiga și nevoit să se retragă de către fiii lui Iaroslav I cel Înțelept (Iziaslav, Sviatoslav și Vsevolod).
- 4 aprilie: Foulque Rechin cucerește Angers și reprimește învestitura pentru comitatul de Anjou de la papa Alexandru al II-lea.
- 10 iulie: Cneazul Vseslav al Polotskului este luat prizonier și închis la Kiev.
- 1 august: Normandul Guillaume de Hauteville este excomunicat de către papa Alexandru al II-lea, în cadrul sinodului de la Melfi.
- 6 decembrie: Guillaume I de Normandia revine în Anglia, pentru a reprima răscoala antinormandă a anglo-saxonilor.

### Nedatate
- martie: Regele William I părăsește Anglia pentru a reveni în Normandia; în lipsa sa, are loc o răscoală împotriva stăpânirii normande, la Exeter și Hereford.
- mai: Pacea de la Garigliano, prin care papa Alexandru al II-lea se conciliază cu normanzii.
- Conduși de sultanul Alp Arslan, selgiucizii invadează Pontul, după care ocupă Caesareea, în Cappadocia, pe care o pradă; în paralel, o altă armată turcă devastează frontierele Ciliciei.
- Dinastul hammadid An-Nasir ibn Alannas ocupă Bougie (unde își va instala reședința, localitatea devenind în curând unul dintre principalele porturi ale Maghrebului).
- Erik Stenkilson și Erik "Păgânul", pretendenți la tronul Suediei, cad în luptă, tronul revenind lui Halste, fiul fostului rege Stenkil.
- Geograful arab El-Bekri ajunge la Koumbi, capitala statului Ghana.
- Începe pătrunderea cumanilor în teritoriile românești, inițial în Moldova.
- Începe un război între Genova și Pisa.
- Orașul Carcassonne intră în stăpânirea familiei Trencavel.
- Papa Alexandru al II-lea întreprinde o călătorie în Italia de sud, în ținuturile stăpânite de normanzi.
- Prima atestare documentară a localității Sălacea (județul Bihor).
- Prima menționare în cronici a orașului Minsk.

## Arte, Știință, Literatură și Filozofie
- 1 iulie: Are loc consacrarea de către arhiepiscopul de Rouen a bisericii abațiale Notre Dame de Jumieges (în Normandia), în prezența ducelui Guillaume I.
- Începe construirea Turnului Londrei.
- Poetul Wang Anshi militează împotriva corupției din China.
- Potrivit legendei, este construit castelul Wartburg, în Thuringia.
- Se construiește castelul Winchester.

## Înscăunări
- 21 mai: Mihail al VII-lea Dukas, împărat al Bizanțului, sub regența Evdochiei Makrembolitissa.
- 1 septembrie: Balduin al VI-lea, conte de Flandra (1067-1070).
- Halsten, rege al Suediei.
- Olaf al III-lea și Magnus al II-lea, regi ai Norvegiei.
- Shenzong, împărat chinez din dinastia Song (1067-1085).

## Nașteri
- Ari Porgilsson, scriitor islandez (d. 1148)

## Decese
- 25 ianuarie: Yinzhong, împărat al Chinei (n. 1032)
- 21 mai: Constantin al X-lea Ducas, împărat al Bizanțului (n. 1006)
- 1 septembrie: Balduin al V-lea, conte de Flandra (n. 1012)
- Cai Xiang, poet, caligraf și om de stat chinez (n. 1012)
- Erik "Păgânul", rege al Suediei (n. ?)
- Erik Stenkilsson, rege al Suediei (n. ?)